# Débéré-Doumam
Pour les articles homonymes, voir Débéré.
Débéré-Doumam est une localité située dans le département de Gorom-Gorom, dans la province d'Oudalan, région du Sahel, au Burkina Faso.